# Sudipen
Sudipen è una municipalità di quarta classe delle Filippine, situata nella Provincia di La Union, nella Regione di Ilocos.
Sudipen è formata da 17 baranggay:
- Bigbiga
- Bulalaan
- Castro
- Duplas
- Ilocano
- Ipet
- Maliclico
- Old Central
- Namaltugan
- Poblacion
- Porporiket
- San Francisco Norte
- San Francisco Sur
- San Jose
- Sengngat
- Turod
- Up-uplas